# Психограма
Психогра́ма — (від грец. ψυχή — душа і γραμμα — буква, запис), (англ. psychogram) — графічне зображення результатів дослідження психічної діяльності індивіда за допомогою ряду тестів з метою наглядного порівняння різних індивідів.
У практичній діяльності людини психограма — це психологічний портрет професії та професіонала.

## Історія терміна
Термін «психограма» був введений на початку XX століття німецьким психологом В. Штерном, який розробив методику складання узагальненого психологічного портрету конкретної особистості. Штерн запропонував також складати часткову психограму, яка відображає не всі сторони особистості а тільки важливі для певної практичної задачі. Наприклад, психограма особистості успішного професіонала, яка відзеркалює професійно важливі якості. При цьому мова не йде про конкретну особистість (конкретну людину), а про типовий портрет успішного професіонала.

## Етапи складання психограми
Складання психограми — результат ретельного і різнобічного вивчення професії. Цей процес називається професіографуванням. Етапи складання психограми:
- Установлення переліку обов'язкових задач, які повинен виконувати професіонал.
- Реконструкція дій, необхідних для досягнення заданих цілей.
- Співвіднесення важливих і часто повторюваних, провідних (основних) професійних дій і психічних функцій, процесів, здатностей та умінь, які забезпечують їх виконання.

Таким чином, складається модель роботи професіонала, модель роботи його психіки, встановлюються його професійні якості і потрібний рівень їх розвитку (високий, середній або низький).

## Приклади психограм
| №  | Назва                                                       | Організатор вільного часу | Наладчик радіо-апаратури | Гід-перекладач | Перукар-візажист | Дизайнер інтер'єру | Модельєр конструктор одягу |
| -- | ----------------------------------------------------------- | ------------------------- | ------------------------ | -------------- | ---------------- | ------------------ | -------------------------- |
| 1  | Зорове сприйняття (дія сприйняття)                          | 1                         | 3                        | 2              | 3                | 3                  | 3                          |
| 2  | Слухове сприйняття (дія сприйняття)                         | 2                         | 2                        | 3              | 1                | 1                  | 1                          |
| 3  | Пам'ять (мнемічна дія)                                      | 3                         | 3                        | 3              | 3                | 3                  | 3                          |
| 4  | Уважність (дія зовнішнього контролю)                        | 3                         | 3                        | 3              | 3                | 2                  | 2                          |
| 5  | Уява (імажинітивні дії)                                     | 3                         | 2                        | 2              | 3                | 3                  | 3                          |
| 6  | Технічний інтелект (логічні дії)                            | 1                         | 3                        | 1              | 1                | 3                  | 3                          |
| 7  | Словесно-логічний інтелект (логічні дії)                    | 3                         | 1                        | 3              | 1                | 1                  | 1                          |
| 8  | Соціальний інтелект, організаторськ здібності (логічні дії) | 3                         | 1                        | 3              | 2                | 2                  | 2                          |
| 9  | Усне мовлення (інтерперсональні дії)                        | 3                         | 1                        | 3              | 2                | 2                  | 2                          |
| 10 | Відкритість у спілкуванні (інтерперсональні дії)            | 3                         | 1                        | 3              | 3                | 2                  | 2                          |
| 11 | Емоційно-вольова регуляція (самоконтроль)                   | 3                         | 2                        | 2              | 3                | 2                  | 2                          |
| 12 | Психомоторика (рухові дії)                                  | 3                         | 3                        | 2              | 3                | 3                  | 3                          |